# 永遠の夢に向かって (アルバム)
『永遠の夢に向かって』（えいえんのゆめにむかって）は、大黒摩季の4作目のオリジナルアルバム。1994年11月9日にB-Gram RECORDSから発売された。

## 概要
前作から1年振り、自身4作目のアルバム（フルアルバムでは2枚目）。アルバムのタイトルとなった「永遠の夢に向かって」は、プロを目指して札幌から上京した大黒自身がデビュー当初から温めていたテーマである。このフレーズには、物質的に満たされた現代に於いて「たとえ毎日を幸せに送れていたとしても、自分自身の中にある ″永遠の夢″ を追いかけてみよう」というメッセージが込められている。
当時、テレビ朝日系「CNN HEADLINE」テーマソングとして使用されていた「恋はメリーゴーランド(English Version)」が当初今作収録予定であったが見送られ、後にシングル「ら・ら・ら」のカップリング曲として収録された。
2019年12月31日に配信限定で2019年版リマスタリングバージョンが配信された。

## アートワーク
ジャケットはロサンゼルスで撮影された。大黒が落としたポップコーンを犬が食べにくる写真や、コーヒーを飲んでいる写真、食事中の写真等、食べ物に関する写真が多い。
また、今までは写真が極端に少ないか、逆光のようなものばかりだったが、本作からブックレットのような形でカラーで顔がはっきりわかる写真が掲載されるようになった。

## 記録
初週売上（55万枚）だけで前作『U.Be Love』累計を上回り、アルバムでは自身初のミリオンセラーを達成。事実上の大ブレイクになったシングル「あなただけ見つめてる」や「夏が来る」といったミリオンヒットを含み、先行シングルも大ヒット中の勢いに乗り、初の首位獲得となった（本作が首位を獲得した週ではシングルチャートに表題曲「永遠の夢に向かって」がベスト10内にチャートインしていた）。
二度目のブレイクで一気に人気に火のついた「あなただけ見つめてる」と「夏が来る」の2曲、「白いGradation」、同アルバムの表題曲で先行シングルの「永遠の夢に向かって」以上ヒットシングル4曲を収録。大黒のアルバムの中で収録シングルの売上合計が約350万枚で最大となっている（ベストアルバムを除く）。

## 収録曲
| 全作詞: 大黒摩季、全編曲: 葉山たけし。 |                          |           |            |      |
| #                                      | タイトル                 | 作詞      | 作曲       | 時間 |
| 1.                                     | 「永遠の夢に向かって」   | 大黒摩季  | 大黒摩季   | 4:41 |
| 2.                                     | 「ROCKs」                | 大黒摩季  | 大黒摩季   | 5:23 |
| 3.                                     | 「戸惑いながら」         | 大黒摩季  | 栗林誠一郎 | 4:52 |
| 4.                                     | 「あなただけ見つめてる」 | 大黒摩季  | 大黒摩季   | 4:43 |
| 5.                                     | 「Return To My Love」    | 大黒摩季  | 栗林誠一郎 | 4:39 |
| 6.                                     | 「Stay with me baby」    | 大黒摩季  | 大黒摩季   | 4:04 |
| 7.                                     | 「孤独ヶ丘に見える夕陽」 | 大黒摩季  | 大黒摩季   | 4:08 |
| 8.                                     | 「GYPSY」                | 大黒摩季  | 大黒摩季   | 5:44 |
| 9.                                     | 「白いGradation」        | 大黒摩季  | 大黒摩季   | 3:56 |
| 10.                                    | 「Rainy Days」           | 大黒摩季  | 大黒摩季   | 4:34 |
| 11.                                    | 「夏が来る」             | 大黒摩季  | 大黒摩季   | 4:45 |
| 合計時間:                              | 合計時間:                | 合計時間: | 51:29      |      |

## 曲解説
1. 永遠の夢に向かって
先行シングル及び本作の表題曲。シングルは自身初の首位を獲得し、約80万枚のヒットとなった。
2. ROCKs
大黒自身が「今まで貯めてきたものを一気に発散させたい」と作った。詞も「女もギンギン立つくらい」などのフレーズで女性の社会参加などを歌い、コーラスも川島だりあなどの強い声質の女性シンガーを起用している。
アルバム発売時にビデオクリップが制作された。基本的に歌詞のブックレットに使用された写真が連続する場面と、大黒本人が真横を向いて曲を歌うシーンで構成されているが、大黒本人の映っている場面では、完全にシルエットになっている。
イントロのバックコーラスで、B'zの稲葉浩志の声と似ている歌声が収録されているため、「稲葉が参加しているのでは？」と噂されたが、B'zのオフィシャルファンクラブの会報上で「参加していない」と否定している。
3. 戸惑いながら
当時ZYYGに所属していた栗林誠一郎の作曲。当初は栗林の曲に大黒が詞をつけて他アーティストに提供しようと考えていた。
4. あなただけ見つめてる
6thシングル表題曲。タイアップとなったアニメ「SLAM DUNK」の初代エンディングテーマとして大黒が書き下ろし、「DA・KA・RA」以来のミリオンヒットとなった。
5. Return To My Love
打ち込みを多用したこのアルバムの中では異彩の曲。「戸惑いながら」と同じく栗林誠一郎の作曲であり、大黒自身が書く曲とタイプの違う音数の大きなメロディ（大黒は当時主にピアノを使って曲づくりを行い、栗林はギターを使って曲づくりをしていた）にてこずりながらも詞を載せ、自分のアルバムに使いたいと言い出したという。
6. Stay with me baby
ゴスペル調の曲で、実際にゴスペル風のコーラスが入る。歌詞は恋愛の最後に彼に伝えたい一言を伝えられずにいる様子を描いている。アルバムオリジナル曲では唯一セルフカバーベスト『LUXURY 22-24pm』に収録された。
7. 孤独ヶ丘に見える夕陽
都会で暮らす若者に視点を置いた歌詞。
8. GYPSY
都会的な大人の恋愛の歌。
9. 白いGradation
7thシングル表題曲。シングルとはテイクが異なり、雪や氷をイメージさせるピアノ音が消されている。これはタイアップの関係上（スキー用品店VICTORIA）雪などをイメージしていたが、このアルバム収録にあたりリミックスされた。
10. Rainy Days
大黒自身あまり好きではないという「雨」を表題にしている。
11. 夏が来る
8thシングル表題曲。

## 参加ミュージシャン
- 葉山たけし - ギター(全曲), コーラス(#6)
- 数原普 - トランペット (#8)
- 佐々木史郎 - トランペット (#8)
- 木幡光邦 - トランペット (#8,11)
- 小林太 - トランペット (#11)
- 中路英明 - トロンボーン (#8)
- 河合伸哉 - トロンボーン (#8)
- 勝田一樹 (DIMENSION) - サックス (#6,8,9,11)
- ボビー・ワトソン - ベース (#1)
- 渡辺直樹 - ベース (#2,6,10)
- 青木智仁 - ベース (#8)
- 小野塚晃 (DIMENSION) - ピアノ、電子ピアノ (#3,7,8,9,11)
- 中西康晴 - ピアノ、オルガン (#6,10)
- 生沢佑一 (TWINZER) - コーラス (#1,2,11)
- "SHINKOUKAI"GANGS - コーラス (#1,2)
- 川島だりあ (FEEL SO BAD) - コーラス (#2)
- 高原裕枝 - コーラス (#6,7)
- 古川真一 - コーラス (#9)